# Marcel Diebolt
Pour les articles homonymes, voir Diebolt.
Marcel Diebolt, né le 7 juillet 1912 à Sarreguemines et mort le 26 septembre 2002 à Boulogne-Billancourt, est un haut fonctionnaire et administrateur de société français. Il est connu pour avoir été chargé de la destruction et de l'aménagement des Halles de Paris lorsqu'il était préfet de Paris.

## Biographie

### Famille
Marcel Diebolt est le fils de Jules Diébolt, inspecteur divisionnaire de l'exploitation de la SNCF. De son mariage avec Yvonne Vienney, épousée le 9 janvier 1941, il n'aura pas d'enfant.

### Formation
Après des études secondaires dans les lycées de Metz, Sarreguemines et Strasbourg, il suit les cours des facultés des lettres et de droit de Strasbourg, puis de Paris où il obtient une licence en droit et ès-lettres.

### Mort
Marcel Diebolt meurt le 27 septembre 2002 à l'âge de 90 ans et est inhumé le 3 octobre suivant au cimetière d'Auteuil.

## Carrière professionnelle

### Premiers postes dans la préfectorale
Il est attaché au cabinet du préfet du Bas-Rhin en 1936, puis chef du cabinet du préfet de l'Aisne en 1939, il est nommé sous-préfet de 3e classe. En 1942, il est directeur de cabinet du préfet régional de Laon, puis du préfet régional de Rennes, Jean Quenette. En 1943, il est nommé sous-préfet de 2e classe,.

### Déportation
Le 13 août 1943, il est déporté de Compiègne vers Buchenwald comme « personnalité-otage ». Le 31 août, il est transféré au camp de Füssen-Plansee. Le 26 avril 1945, les Allemands prévoient un déplacement des otages vers l'Autriche centrale, Diebolt s’y oppose et empêche ce transfert périlleux. Le 7 mai 1945 il est libéré.

### Départements et régions
De retour de déportation, il est nommé sous-préfet de Vichy en 1945, puis secrétaire général du Bas-Rhin en 1947. Nommé préfet du Territoire de Belfort le 13 mai 1953, il n'est pas installé car nommé immédiatement en 1953 directeur des centres d'instruction de la protection civile. Il dirige ensuite l'École nationale de la protection civile en 1954 et l'année suivante, il est nommé directeur adjoint du cabinet du ministre des Finances et des Affaires économiques. Il est alors nommé préfet de 2e classe.
Le 1er mars 1956, il est nommé préfet de la Haute-Marne, puis nommé préfet hors-cadre. En juin 1958, il est chargé par intérim, pendant la durée des fonctions gouvernementales de Pierre Sudreau, des fonctions de commissaire à la construction et à l'urbanisme pour la région parisienne. En décembre 1958, il est nommé secrétaire général de la préfecture de la Seine. C'est dans ce cadre qu'en mai 1961, il confie la réalisation de l'ambitieux projet de Garonor à l'architecte Bernard Zehrfuss. Il est ensuite nommé préfet des Basses-Pyrénées le 10 janvier 1962. Dans une divergence d'opinion sur le projet d'un parc national des Pyrénées, il appuie l'initiative locale contre l'administration des Eaux et des Forêts.
Premier préfet de la région Auvergne et préfet du Puy-de-Dôme en 1964. Il est alors président de l'Association du corps préfectoral et des hauts fonctionnaires du ministère de l'Intérieur.

### Préfet de Paris
Il est nommé préfet de Paris le 4 février 1969.
Il lance très vite un nouveau programme de parkings souterrains : 8 000 places nouvelles, réparties en douze parcs. Il permet des raccourcis administratives à la construction du stade du Parc des Princes (1969-1972). 
C'est également à cette époque que l'administration donne son accord au projet de la tour Apogée, porté par la Société auxiliaire de la construction immobilière (SACI), dont il deviendra le président en 1972.

#### Destruction des Halles
Il est responsable de la destruction et l'aménagement des Halles de Paris, projet qui porte à polémique. Il est qualifié de « fort en gueule » ou encore d'auteur d'un « carnage architectural »,,.

### Directeur de sociétés
Il demande un congé spécial le 10 novembre 1971 deux mois après la démolition des Halles ; c'est pour se faire nommer président de la SACI et de la Banque pour la construction et l'équipement, nomination qui frôle l'incompatibilité et qui n'est pas bien vue par le gouvernement,. C'est sous sa présidence que la SACI continue de travailler au projet de la tour Apogée, projet annulé en 1975 par le président de la République Giscard d'Estaing contre une forte indemnisation pour les promoteurs.

## Publications
Marcel Diebolt est l'auteur de plusieurs publications, notamment :
- Espaces verts de la région parisienne, rédigé avec Pierre Sudreau[22]

et de rapports dans le cadre de ses responsabilités, notamment :
- Faut-il supprimer le sous-préfet ?, rapport présenté à l'assemblée générale de l'Association du corps préfectoral et des administrateurs civils du ministère de l'Intérieur, juillet 1952 ;
- dossier adressé au président de la République, relatif aux décisions du Conseil de Paris : texte de vœu sur l’édification d’un

centre national d’art contemporain dans le secteur des Halles, avril 1970
- plusieurs introductions de notices relatives au ravalement des immeubles parisiens à la suite de la loi Malraux du 4 août 1962 :
  - Notice sur le ravalement de Paris : année 1969, préfecture de Paris, direction de l'urbanisme et du logement, 1969
  - Notice sur le ravalement de Paris : année 1970, préfecture de Paris, direction de l'urbanisme et du logement, 1970
  - Notice sur le ravalement et l'entretien des immeubles de Paris : année 1971, préfecture de Paris, direction de l'urbanisme et du logement, 1971

## Télévision
- Archives de l'Institut national de l'audiovisuel : interview par Pierre Sabbagh du préfet Marcel Diébolt, commissaire à l'urbanisme et à la construction, le 20 novembre 1958[25]

## Récompenses et distinctions

### Décorations
- Commandeur de la Légion d'honneur
- Commandeur de l'ordre national du Mérite
- Croix de guerre 1939-1945
- Ordre de la Francisque

Marcel Diebolt est commandeur de l'ordre de la Légion d’honneur et de l’ordre national du Mérite, titulaire de la croix de guerre 1939-1945, officier du Mérite civil et titulaire de la médaille d’or de la Ville de Paris. Il a été décoré de l'ordre de la Francisque.